# ガルシア (小惑星)
ガルシア (4442 Garcia) は、メインベルトにある小惑星である。アリゾナ大学のスペースウォッチ・プロジェクトで発見された。
1967年にデビューしたサイケデリック・ロックのバンド、グレイトフル・デッドのメンバー、ジェリー・ガルシアから命名された。